# 小金井公園
小金井公園（こがねいこうえん）は、東京都小金井市と一部が小平市・西東京市・武蔵野市にまたがる東京都立の都市公園（広域公園）である。正式名称は東京都立小金井公園（とうきょうとりつこがねいこうえん）。 

## 概要

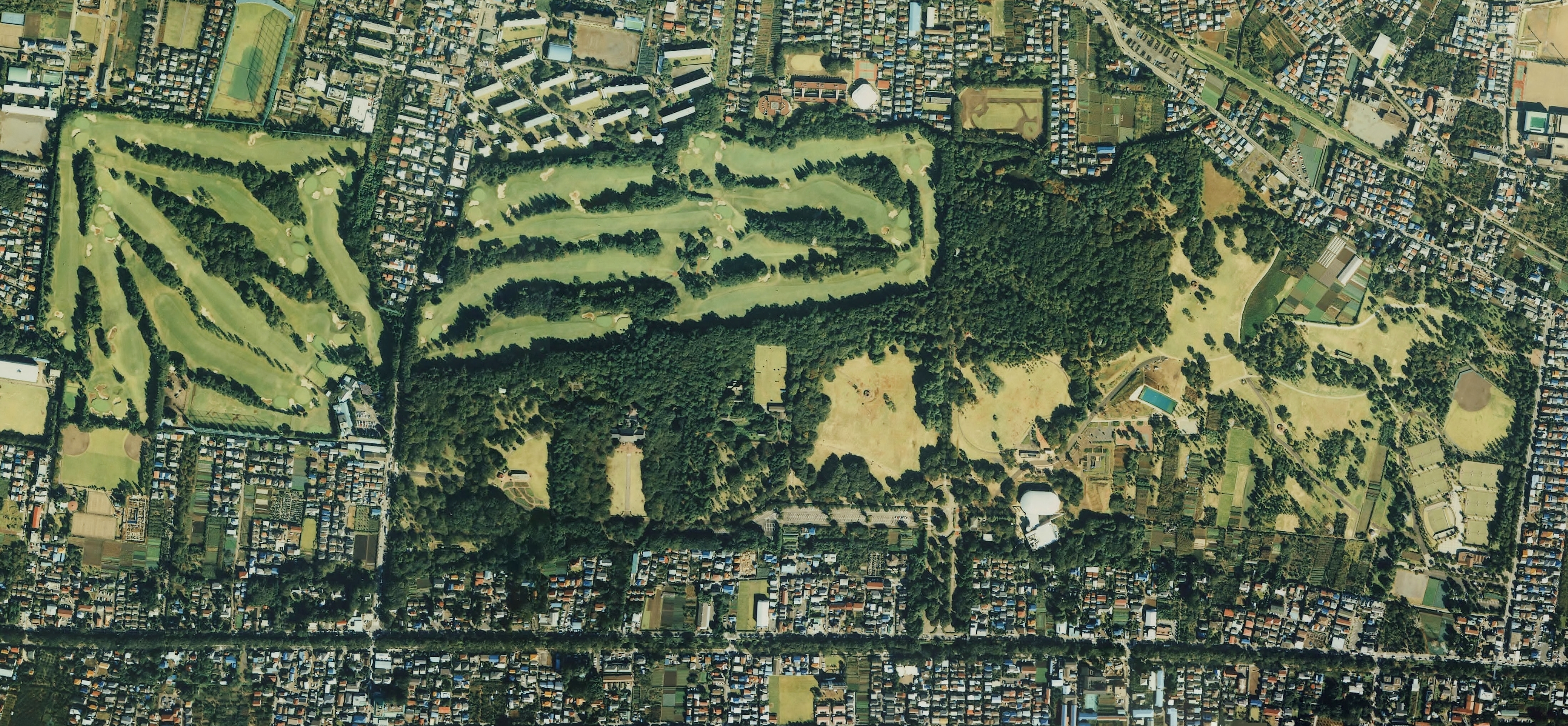
小金井公園付近の空中写真。公園の北西側に見えるゴルフ場は小金井カントリー倶楽部。1989年撮影の3枚を合成作成。
。

面積約80haの広大な敷地は都立公園の中でも最大規模で、日比谷公園の4.8倍、上野公園の1.4倍に相当する。なお、東京都にはさらに広い国営昭和記念公園があり、その面積は小金井公園の2倍近い。
公園西側には南北に小金井街道（東京都道15号府中清瀬線）が、南側には東西に五日市街道（東京都道7号杉並あきる野線）が通っている。また、五日市街道に沿って玉川上水が流れている。公園の北側には隣接してゴルフ場小金井カントリー倶楽部（敷地はすべて小平市）が広がっている。
東京緑地計画を元に紀元二千六百年記念事業として計画された「小金井大緑地」が原形で、1954年（昭和29年）1月に「小金井公園」として開園した。基本テーマは「花と緑のひろびろ空間」。園内には雑木林と芝生が広がり、1,800本の桜が植えられた花見の名所としても人気があり、日本さくら名所100選に選定されている。正月時期には凧揚げの名所ともなる。また、公園内の「いこいの広場」では定期的にフリーマーケットも開催されている。
江戸東京たてもの園以外は、入園無料。

## 沿革
- 1940年（昭和15年） - 紀元2600年記念事業の小金井大緑地として計画、翌1941年12月までに用地90haを収得。
- 1941年（昭和16年） - 光華殿（現・江戸東京たてもの園ビジターセンター）移築。敷地9万坪（約30ha）と併せて文部省教学局に貸付、国民練成所を設置。
- 1946年（昭和21年） -10月 文部省貸付地が宮内庁に移管、東宮仮寓所、学習院中等科を設置[1]。
- 1949年（昭和24年）3月 - 農地解放により用地138,085坪（約45.6ha、全体の4割）を失う。
- 1951年（昭和26年）3月 - 宮内庁から用地7万坪（約23ha）返還。
- 1954年（昭和29年）1月14日 - 開園（東京都告示第26号、8.6ha）、武蔵野郷土館開館。
- 1957年（昭和32年）12月21日 - 都市計画決定（建設省告示第1689号、148.1ha）。
- 1975年（昭和50年）4月 - 保存車両（C57形蒸気機関車・スハフ32形客車）設置。
- 1986年（昭和61年）6月 - 追加開園（東京都告示第642号、69.4ha）、有料テニスコート・野球場を設置。
- 1989年（平成元年）6月 -  小金井市総合体育館を設置。
- 1991年（平成3年）12月 - 武蔵野郷土館閉館。
- 1993年（平成5年）3月 - 江戸東京たてもの園開設。
- 2004年（平成16年）4月22日 - 都市計画決定（東京都告示第722号、146.9ha）。

## 小金井の桜

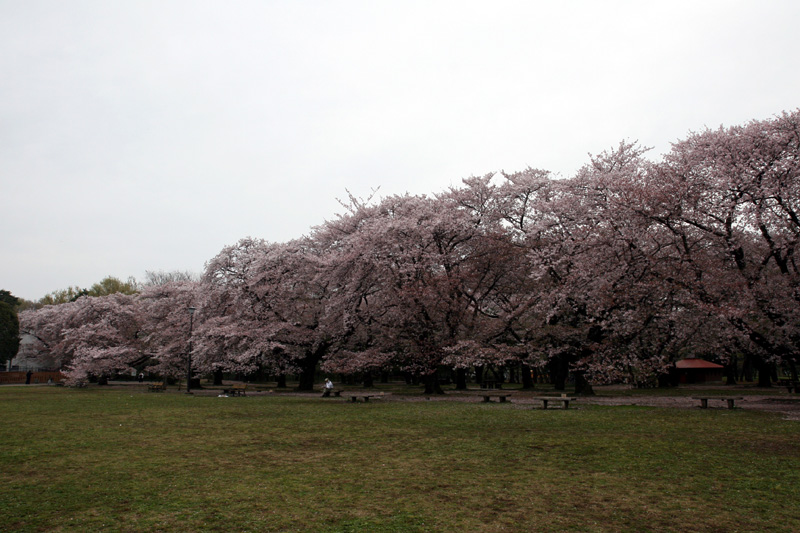

1737年（元文2年）、幕府により玉川上水堤にヤマザクラが植樹された。苗木は、奈良県吉野山と茨城県桜川から取り寄せたという。
明治時代、三好学の調査によりヤマザクラ変種が多数確認されるなど日本古来の桜であるヤマザクラの貴重な領域として、1924年（大正13年）に史蹟名勝天然紀念物保存法により「小金井桜」として名勝に指定された。
毎年春には観桜客でたいへん賑わい、明治天皇をはじめ皇族も見物に訪れるほどで、1889年（明治22年）に開業した甲武鉄道も、名勝指定に合わせて花見シーズンに仮乗降場を設けている（後の武蔵小金井駅）。
しかし、戦後の交通量増加に対応するため1950年代に五日市街道が拡幅整備され桜並木も衰え、かつての「桜の名所」の面影は薄れ、交差点の名称などに名残を残すのみとなった。
これと入れ替わる様に小金井公園が整備開園（1954年）し、桜をはじめとする樹木も多く移植・植栽され新たな桜の名所となった。
1988年（昭和63年）には林弥栄により新品種『小金井薄紅桜』が園内で発見されている。

## 主な施設
博物館

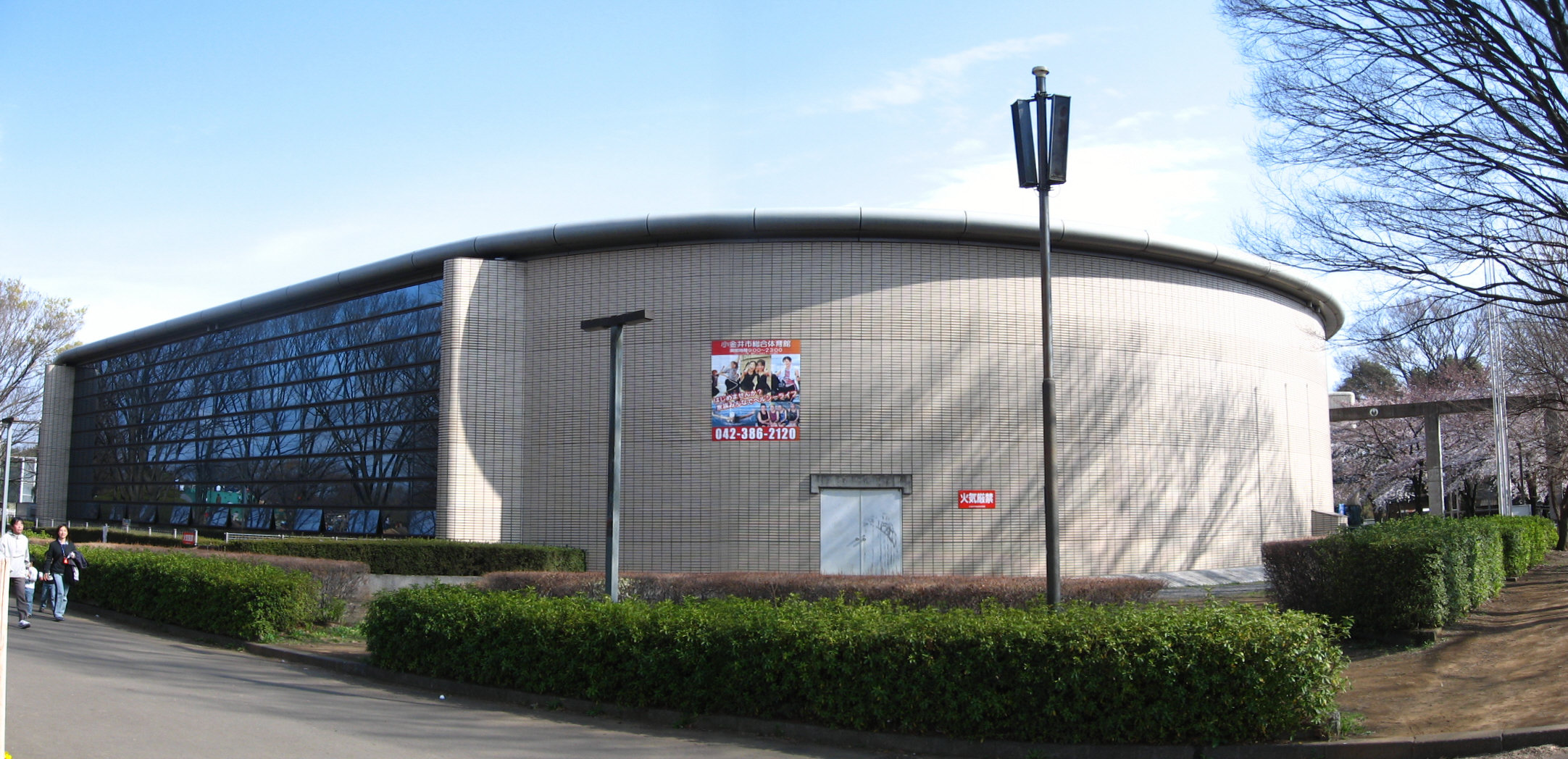
小金井市総合体育館

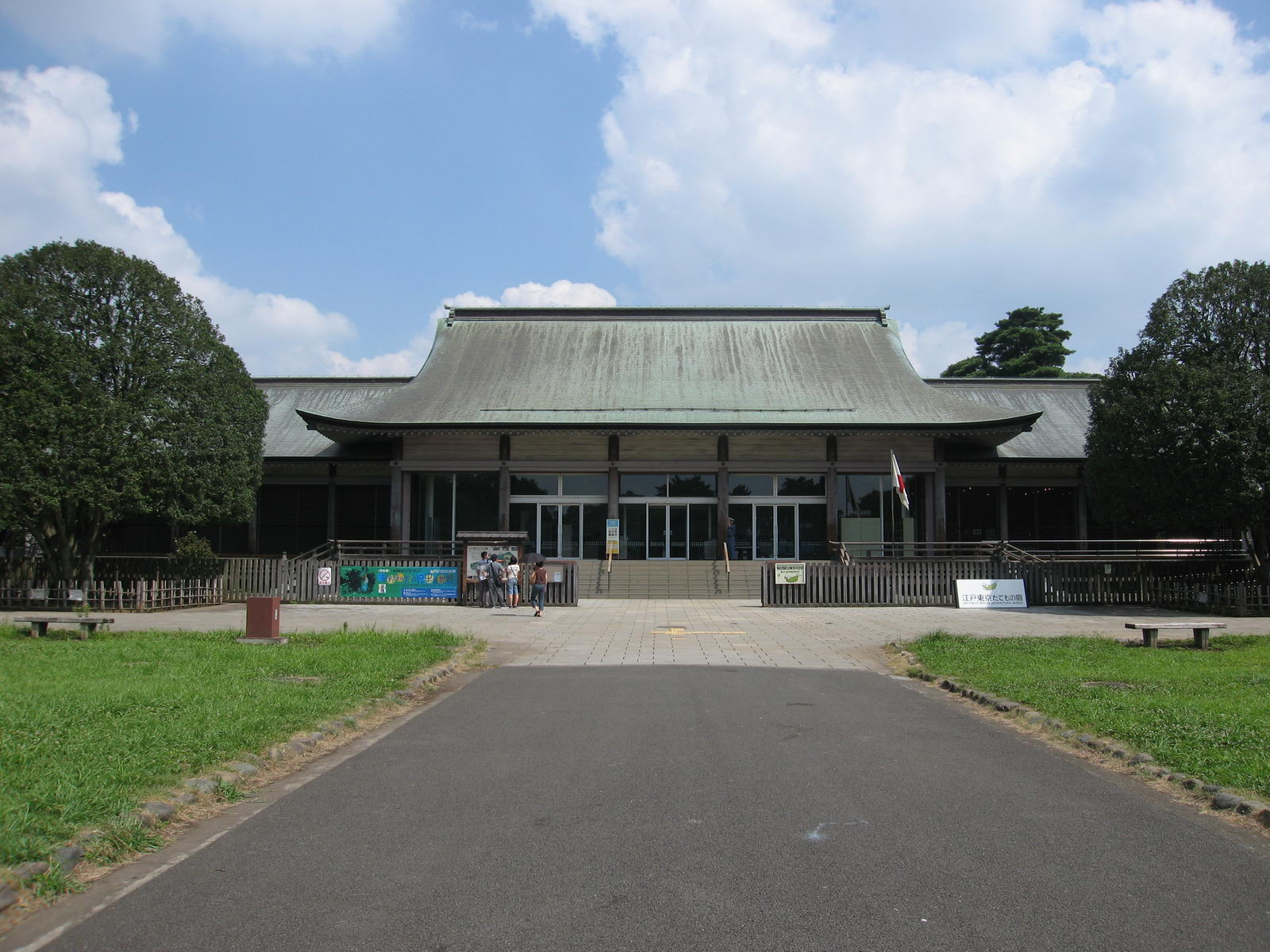
江戸東京たてもの園ビジターセンター

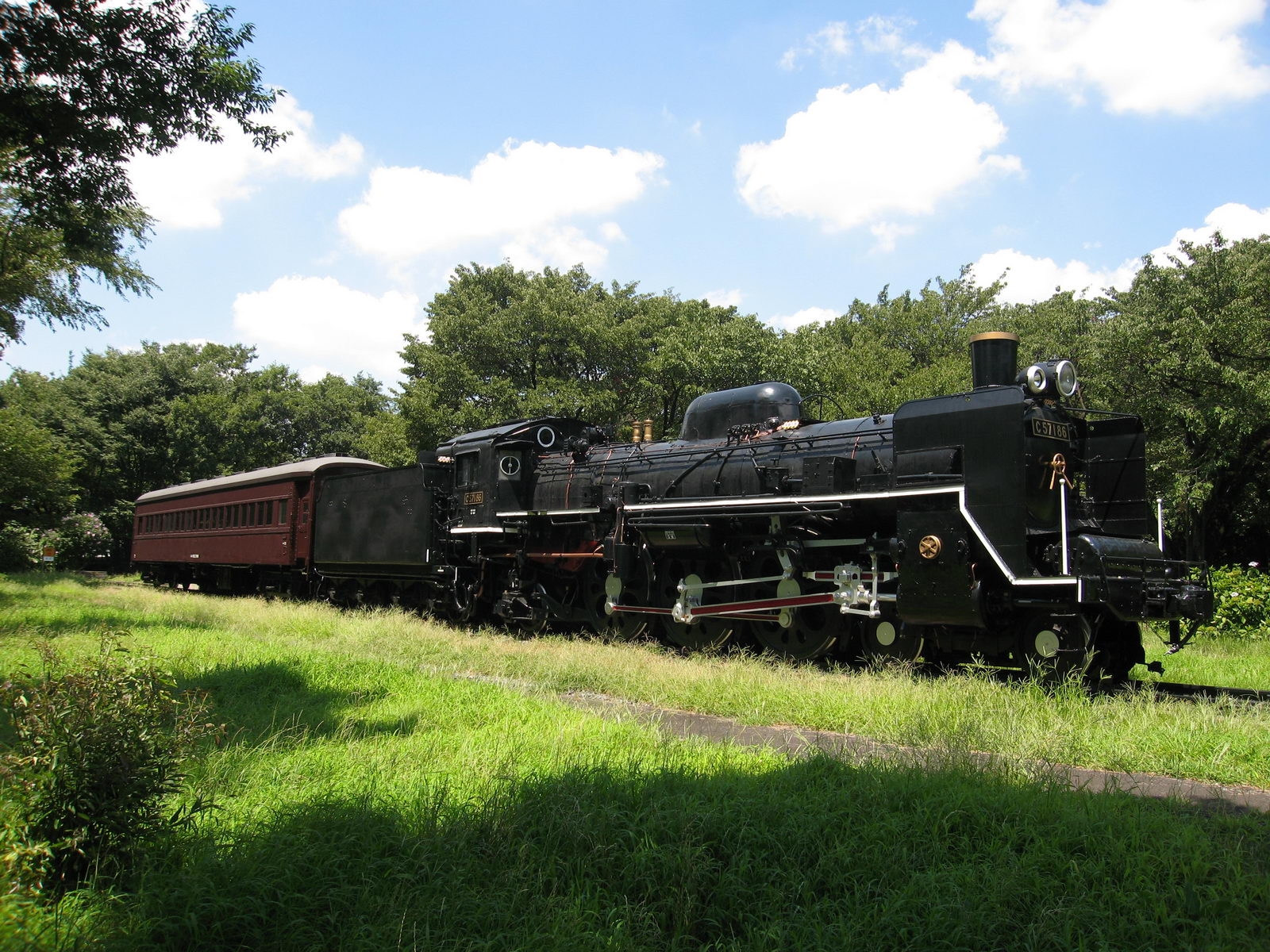
SL展示場 C57

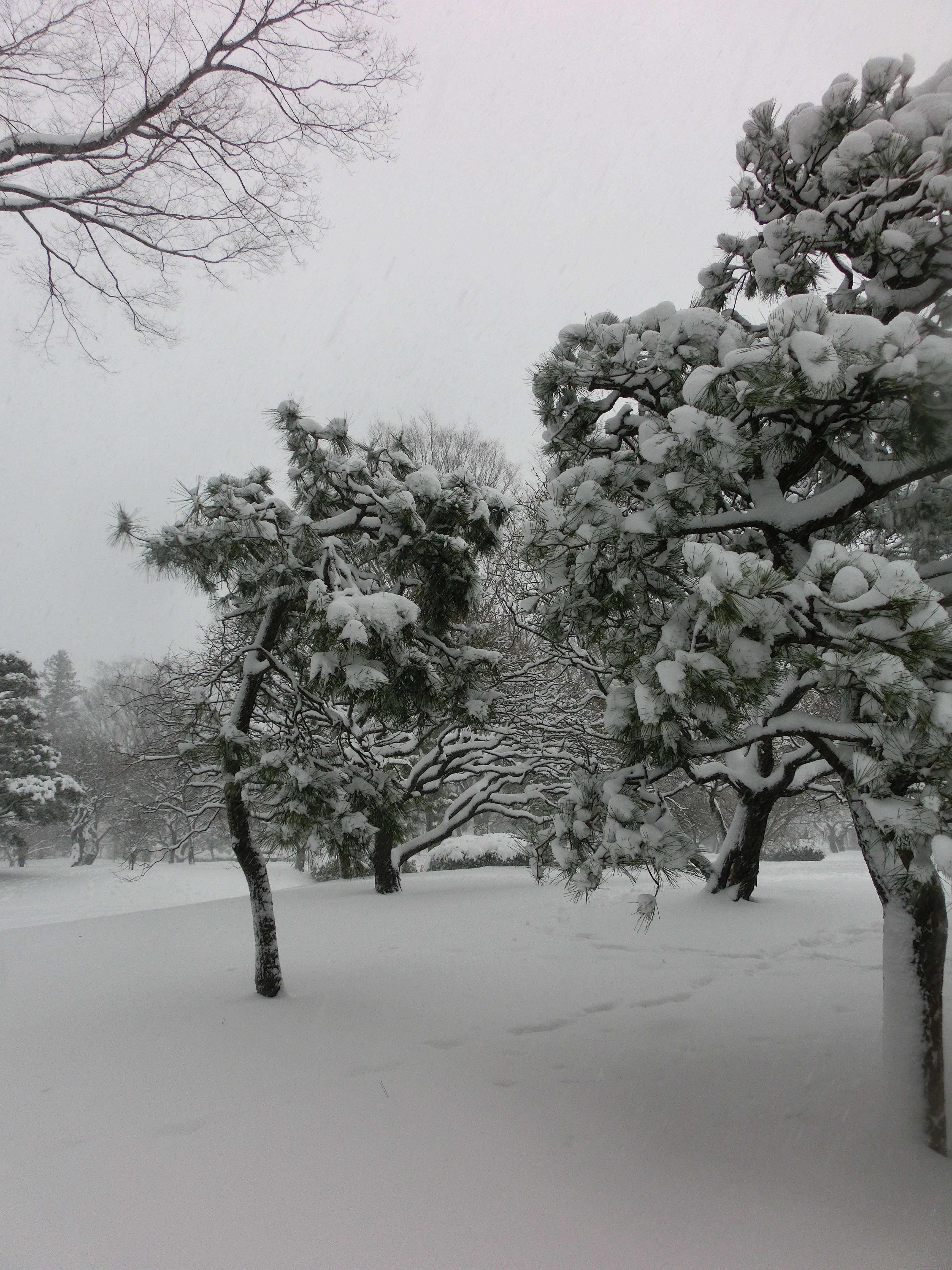
雪の小金井公園

- 江戸東京たてもの園 - 27棟の歴史的建築物を移築保存する野外博物館

スポーツ施設
- 小金井市総合体育館
- 野球場
- テニスコート
- 弓道場
- ゲートボール場
- ソリゲレンデ（人工芝）
- サイクリングコース（月休、貸自転車あり / 中学生以下のみ）

レクリエーション施設
- 桜の園 - 2.9haに440本のサクラが植えられている
- バードサンクチュアリ - コナラ、クヌギ、アカマツなどから構成される16haの雑木林
- つつじ山広場・いこいの広場・こどもの広場 - 草地広場
- バーベキュー広場（ユーカリ広場）
- ドッグラン　2005年6月25日、ユーカリ広場南にオープン

展示物
- SL展示場
  - 国鉄C57形蒸気機関車186号機と国鉄スハフ32形客車2146が連結された状態で静態保存されている。
  - かつては常時柵のゲートが開けられていたが、部品の盗難が後を絶たないことから、現在は公開日が限定されている。3月～11月の土日、祝日、都民の日。10:00～16:00公開。

## 小金井公園の全遊具

### わんぱく広場
- わんぱく山 -  アスレチック
- わんぱく山のつつじの迷路 - 大型迷路
- ジャンボ滑り台 - 大型滑り台
- 滑り台
- ターザンロープ - ターザン
- ローラー滑り台 - 回転滑り台

### わんぱく広場前
- 砂場
- ブランコ
- レンタル自転車試乗場 - サイクリング

### その他
- バスケットボールコート
- ソリゲレンデ - ソリ滑り場
- ローラスケート、スケートボード練習場
- BBQ広場
- ドッグラン
- ふわふわドーム - トランポリン
- ゲートボール

## 主な催事
- 小金井桜まつり - 4月上旬

## その他
- 石神井川上流端 - 公園北側に石神井川上流端の標示がある[2]。石神井川はここから東京都北部を経て隅田川に合流する。

## アクセス
- CoCoバス（小金井市）
北東部循環：武蔵小金井駅北口 - 東小金井駅 - 関野橋 - 小金井公園入口 - たてもの園入口 - 武蔵小金井駅北口
- はなバス（西東京市）
第3ルート：東伏見駅 - 小金井公園東 - 田無駅
- 関東バス
武蔵小金井駅 - 江戸東京たてもの園前 - 新小金井橋 - 小金井公園前 - 関野橋 - 梶野町 - スポーツセンター入口 - 三鷹駅
花小金井駅南口 - 小金井公園北口 - 武蔵境駅、武蔵野営業所
吉祥寺駅、武蔵境駅 - スポーツセンター入口 - 上水北公園前 - 小金井公園東口 - 向台町五丁目
- 西武バス
武蔵小金井駅 - 小金井公園西口 - 花小金井駅入口 - 滝山営業所・東久留米駅・清瀬駅など
- その他
花小金井駅、武蔵小金井駅、東小金井駅から徒歩（自転車）など
- マイカーのために公園の南側と東側の2か所に有料駐車場がある。かなり広い駐車場であるが、例年桜のシーズンなどには駐車場は満車となり、周辺道路も大渋滞となる。